# Parallelia sylvestris
Parallelia sylvestris är en fjärilsart som beskrevs av Embrik Strand 1920. Parallelia sylvestris ingår i släktet Parallelia och familjen nattflyn. Inga underarter finns listade i Catalogue of Life.